# Bertil Heinrichs
Jarl Anton Bertil Heinrichs, född 10 april 1897 i Helsingfors, död där 19 januari 1992, var en finländsk militär. Han var bror till Erik Heinrichs.
Heinrichs anslöt sig till jägarbataljonen i Lockstedt 1915 och deltog i finska inbördeskriget 1918 som pluton- och kompanichef på Karelska näset. Han genomgick Kadettskolan 1919–1921 och Krigshögskolan 1925–1927. Han var chef för Nylands södra skyddskårsdistrikt 1936–1939. I vinterkriget var han kommendör för Pellinge kustavsnitt och blev överste 1940. I fortsättningskriget var han befälhavare över det av svenska nylänningar sammansatta Infanteriregemente 24 (JR 24), som sorterade under IV Armékårens 8. Division och deltog i striderna på Karelska näset (Porlammi-mottin), Maaselkänäset och Aunusnäset. Han var ställföreträdande divisionskommendör under åtta månader 1942–1943 och lämnade regementet i januari 1944, varefter det upplöstes. 
Heinrichs avgick ur aktiv tjänst 1945 och ägnade sig åt brandkårsverksamhet. Han hade i fredstid suttit i Grankulla fullmäktige och varit chef för ortens frivilliga brandkår. Efter kriget var han föreståndare för Helsingfors brandkårskansli och 1949–1965 verkställande direktör för Finlands brandskyddsförening.